# Moulin de Marquain
De Moulin de Marquain (ook: Moulin Cornille of Moulin de la Montagne) is een windmolenrestant in de tot de Henegouwse gemeente Doornik behorende plaats Marquain, gelegen aan de Chaussée de Lille 732.
Deze ronde stenen molen van het type grondzeiler fungeerde als korenmolen.

## Geschiedenis
Al voor 1774 stond hier een standerdmolen die omstreeks 1883 vervangen werd door een stenen molen. Hij werd opgetrokken in baksteen maar de basis is in natuursteen uitgevoerd. De molen was tot 1914 in bedrijf. In 1927 had hij al geen kap en geen wieken meer. De romp bleef bestaan en raakte steeds meer in verval.